# Nathaniel Legendre
Pour les articles homonymes, voir Legendre.
 (octobre 2018).
Nathaniel Legendre, dit également Nathan Legend, est un auteur de bande dessinée et de comics français. Il a participé notamment aux périodiques Comic Box, Planète Comics, Yuma, Image Comics et Mustang.

## Œuvre

### Albums
- Le Dieu des Cendres, dessins d'Aja, Soleil Productions, collection Soleil Celtic
  1.  Eineachlan, scénario de François Debois et Nathaniel Legendre, 2010  (ISBN 978-2-302-00724-6)
- Crawford, chasseur de sorcières, scénario de Nathaniel Legendre, dessins d'Aja, Soleil Productions, Soleil Celtic
  1. Barghest, 2010  (ISBN 978-2-302-01084-0)
- Zigeuner, scénario de Nathaniel Legendre, dessins de Jordi Planellas, 12 bis/Les Nouveaux Auteurs, 
  1. Acte 1, 2012  (ISBN 978-2-356-48375-1)
- Les Champions d'Albion, avec Jean-Blaise Djian (scénario), Nacho Arranz (dessins) et Catherine Moreau (couleurs), Éditions Jungle
  1. Le Pacte de Stonehenge, 2016.
  2. Les Maudits de Roncevaux, 2017.